# Mestres da Música
Mestres da Música foi uma coleção publicada no Brasil pela Abril Cultural em 1979, sendo composta por 60 fascículos contendo um disco long play.
Assim como a coleção Grandes Compositores da Música Universal, publicada entre 1968 a 1970 em 48 fascículos com capa branca; foi realizada com material da coleção I grandi musicisti da editora italiana Fratelli Fabbri, a qual também teve uma publicação complementar entre 1973 a 1974 em 25 fascículos com capa amarela.

## Fascículos
| Número | Primeira edição 1979 (linha colorida) | Segunda edição 1983 (linha branca) |
| ------ | ------------------------------------- | ---------------------------------- |
| 01     | Beethoven                             | Beethoven                          |
| 02     | Chopin                                | Tchaikovsky                        |
| 03     | Vivaldi                               | Vivaldi                            |
| 04     | Tchaikovsky                           | Chopin                             |
| 05     | Bach                                  | Bach                               |
| 06     | Mozart                                | Schubert                           |
| 07     | Schubert                              | Liszt                              |
| 08     | Haendel                               | Mozart                             |
| 09     | Schumann                              | Schumann                           |
| 10     | Liszt                                 | Haendel                            |
| 11     | Brahms                                | Wagner                             |
| 12     | Berlioz                               | Rachmaninov                        |
| 13     | Dvořák                                | Corelli                            |
| 14     | Corelli                               | Brahms                             |
| 15     | Mendelssohn                           | Haydn                              |
| 16     | César Franck                          | Mendelssohn                        |
| 17     | Haydn                                 | Berlioz                            |
| 18     | Stravinsky                            | Scarlatti                          |
| 19     | Grieg                                 | Richard Strauss                    |
| 20     | Prokofiev                             | César Franck                       |
| 21     | Beethoven                             | Debussy                            |
| 22     | Mozart                                | Beethoven                          |
| 23     | Ravel                                 | Dvořák                             |
| 24     | Mahler                                | Vivaldi                            |
| 25     | Schubert                              | Tchaikovsky                        |
| 26     | Chopin                                | De Falla                           |
| 27     | Vivaldi                               | Bach                               |
| 28     | Brahms                                | Chopin                             |
| 29     | Tchaikovsky                           | Mahler                             |
| 30     | Schumann                              | Mussorgsky                         |
| 31     | Bach                                  | Stravinsky                         |
| 32     | Bruckner                              | Schubert                           |
| 33     | Mendelssohn                           | Grieg                              |
| 34     | Richard Strauss                       | Mozart                             |
| 35     | Haendel                               | Ravel                              |
| 36     | Mussorgsky                            | Schumann                           |
| 37     | Monteverdi                            | Rimsky-Korsakov                    |
| 38     | Stravinsky                            | Haendel                            |
| 39     | Scarlatti                             | Fauré                              |
| 40     | Bocherini                             | Prokofiev                          |
| 41     | Bartók                                | Monteverdi                         |
| 42     | Haydn                                 | Brahms                             |
| 43     | César Franck                          | Bartók                             |
| 44     | Frescobaldi                           | Haydn                              |
| 45     | Tartini                               | Rameau                             |
| 46     | Debussy                               | Mendelssohn                        |
| 47     | Respighi                              | Vila-Lobos                         |
| 48     | Vila-Lobos                            | César Franck                       |
| 49     | De Falla                              | Purcell                            |
| 50     | Saint-Saëns                           | Debussy                            |
| 51     | Sibelius                              | Sibelius                           |
| 52     | Rachmaninov                           | Stravinsky                         |
| 53     | Wagner                                | Frescobaldi                        |
| 54     | Fauré                                 | Scriabin                           |
| 55     | Schoenberg                            | Schoenberg                         |
| 56     | Purcell                               | Tartini                            |
| 57     | Rimsky-Korsakov                       | Bruckner                           |
| 58     | Rameau                                | Saint-Saëns                        |
| 59     | Debussy                               | Boccherini                         |
| 60     | Scriabin                              | Respighi                           |

### Fascículos especiais
- Encarte - "A Arte da Música" (1979)
- A Vida dos Instrumentos Musicais - "Benjamin Britten / Beethoven" (1980)
- Bach-Haendel - "Oratório de Natal - O Messias" - Música sacra (1980)
- Saint-Saëns - "Sinfonia Nº 3, Em Dó Menor, Opus 7" (1981)
- Bach-Beethoven - "Paixão Segundo São Mateus / Cristo No Monte das Oliveiras, Opus 85" - Música vocal (1982)
- João Carlos Martins-Arthur Moreira Lima - "Encontro Bach-Chopin" (1982)
- Tchaikovsky / Delibes / De Falla / Stravinsky - "A Bela Adormecida / Coppélia / El Amor Brujo / O Pássaro de Fogo" (1983)
- Tchaikovsky - "Michael Ponti, Orquestra Sinfônica de Praga, Richard Kapp, Aaron Rosand, Orquestra Sinfônica da Rádio de Luxemburgo, Louis de Froment" (1983)
- Richard Strauss "Richard Strauss, Thomas Schippers, Cincinnati Symphony Orchestra" - "Don Juan, Opus 20 - As Alegres Travessuras de Till Eulenspiegel, Opus 28 - Dança dos Sete Véus, Opus 54" (1983)
- De Falla - "Tchaikovsky / Delibes / De Falla / Stravinsky" - Música de balé (1983)
- Stravisnky - "Igor Stravinsky / Jascha Horenstein, Orquestra da Rádio de Baden-Baden" - "A Sagração da Primavera" (1983)
- Schoenberg - "Arnold Schoenberg, Marie Therèse Escribano" ‎– "Pierrot Lunaire, Opus 21" (1984)

## Coleção As Grandes Óperas
Edição de 1971 com 24 fascículos e capa cor branca com foto, divididos em 3 box:
Box 1
1 - AIDA de Verdi
2 - IL BARBIERE DI SEVIGLIA de Rossini
3 - LUCIA DE LAMMERMOOR de Donizetti
4 - RIGOLETTO de Verdi
5 - DON GIOVANNI de Mozart
6 - IL TROVATORE de Verdi
7 - IL PAGLIACCI de Leoncavallo
8 - LA TRAVIATA de Verdi
Box 2
9 - LA BOHEME de Puccini
10 - CAVALERIA RUSTICANA de Mascagni
11 - L'ELISIR D'AMOUR de Donizetti
12 - O GUARANI de Carlos Gomes
13 - MADAME BUTTERFLY de Puccini
14 - LA FORZA DEL DESTINO de Verdi
15 - O ANEL DO NIBELUNGO de Wagner
16 - LA SONNAMBULA de Bellini
Box 3
17 - UN BALLO IN MASCHERA de Verdi
18 - DON PASQUALE de Donizetti
19 - NORMA de Bellini
20 - OTELLO de Verdi
21 - CARMEN de Bizet
22 - PORGY AND BESS de Gershwin
23 - BORIS GODUNOV de Mussorgsky
24 - TANNHAEUSER de Wagner

### Edição posterior, ano 1983
Esta coleção possui 15 fascículos, listados aqui estão 8.
- Carmen (Bizet)
- La Bohème (Puccini)
- La Traviata (Verdi)
- Lucia di Lammermoor (Donizetti)
- Norma (Bellini)
- O Barbeiro de Sevilha (Rossini)
- Tosca (Puccini)
- Tristão e Isolda (Wagner)